# Obusier de 152 mm M1955
L’obusier de 152 mm M1955, également connu sous le nom de obusier D-20 de 152 mm (en russe : 152-мм пушка-гаубица Д-20 обр. 1955 г.), est une pièce d’artillerie tractée manuelle de 152 mm, fabriquée en Union soviétique dans les années 1950. Il a été observé pour la première fois par des observateurs de l’Ouest en 1955, date à laquelle il a été désigné M1955. Son indice GRAU est 52-P-546.

## Description et developpement
Il a été conçu pour remplacer les obusiers Soviétiques ML-20.  Le D-20 utilise le même système d'affût et de recul que l'obusier D-74 (en) de calibre 122 mm qui a été développé au même moment. Le D-20 se distingue du D-74 par un canon beaucoup plus court. Le canon de l'obusier D-20 se composait d'un tube, d'une culasse, d'un support et d'un frein de bouche.
Il tire des obus classiques de calibre 152 mm OF-540

## Variantes

### Fédération de Russie
- Le Khitin est une version améliorée avec une pilonneuse automatique pour une cadence de tir accrue de 7-8 tirs / min.

### République populaire de Chine
- Type 66 – Il s’agit de la version sous licence du D-20. La version améliorée est connue sous le nom de Type 66-1.
- Type 83 – Version tractée et automotrice du Type 66, très similaire dans la disposition au 2S3.

### République populaire démocratique de Corée
La Defense Intelligence Agency des États-Unis a signalé l’existence d’un certain nombre de systèmes d’artillerie automoteurs, accouplant les systèmes de canon existants avec un châssis de conception locale. Le SPH 152mm M1974 semble être le D-20 ou le Type 66 monté sur un châssis chenillé « Tokchon ».

## Histoire opérationnelle
Lors de la guerre Iran-Irak dans les années 1980 les deux camps se sont servis de l'obusier D-20.
Durant la Guerre civile yéménite (depuis 2014) l'armée yéménite et les insurgés s'en servent.
Lors de la Guerre en Ukraine les deux parties se sont appuyées sur le D-20. Les forces russes ont commencé à déployer des obusiers sortis du stockage.  Selon certaines informations, au moins un D-20 russe a été endommagé en raison de munitions de mauvaise qualité. Cette arme était au service de la république populaire de Lougansk.

## Opérateurs
- Angola
- Arménie
- Azerbaïdjan
- Bulgarie
- République du Congo
- République démocratique du Congo
- Cuba
- République tchèque
- Égypte
- Éthiopie
- Estonie
- Géorgie
- Iran
- Irak
- Kazakhstan
- Kirghizistan
- Laos
- Birmanie
- Nicaragua
- Corée du Nord
- Chine - Type 66
- Russie
- Roumanie
- Slovaquie
- Serbie
- Syrie[3]
- Tadjikistan
- Ukraine
- Ouzbékistan
- Viêt Nam
- Yémen
- Nigeria